# قصة لا تنتهي
قصة لا تنتهي هي رواية مصرية للشباب في سلسلة فانتازيا للدكتور والمؤلف الراحل الدكتور أحمد خالد توفيق وقد نشرت عام 1995.
الرواية تحمل الرقم 1 في سلسلة روايات فانتازيا والتي تدور في مصر وأبطالها عبير عبد الرحمن والمهندس شريف والمرشد.

## نشأة القصة
عبير عبد الرحمن هي فتاة عادية جدا متوسطة الجمال وأحيانا يصفها المؤلف بأقل من متوسطة، متوسطة الذكاء ومتوسطة التعليم ولكنها تتمتع بخيال واسع للغاية ونهم لا يشبع لقراءة الروايات المحلية والعالمية.
بينما المهندس شريف مهندس الكمبيوتر اللامع الخارج لتوه من زواج فاشل مع زوجته السابقة إيناس بسبب إنشغاله الدائم بعمله. 
يخترع المهندس شريف جهاز جهاز الدي جي وهو جهاز يخلق عالم متكامل من الأحلام ولكن تتبقى المشكلة الأكبر، من يتطوع ليضع الأقطاب على رأسه.
يذهب المهندس شريف لصديق الدراسة صفوت والذي يكتفي بطموحه المحدود وهو محل ألعاب فيديو يحقق له دخل ثابت وهناك يقابل بالصدفة عبير عبد الرحمن والتي تعمل بأجر زهيد في المحل وتشغل وقتها بقراءة الروايات.
يقنعها المهندس شريف بتركيب الأقطاب على رأسها لتكون أول من يخوض عالم الأحلام على جهاز الدي جي.

## أحداث الحلم
بعد عاصفة فكرية تجد نفسها عبير عبد الرحمن أمام من يدعى المرشد وهو المسئول عنها في عالم فانتازيا والذي يشبه مدرس اللغة العربية التي تحترمه كثيرا في صغرها، مع وجود قطار صغير مضحك الشكل تستقله عبير لتجوب عوالم فانتازيا وتختار ما يناسبها.
تختار عبير عبد الرحمن أن تخوض مغامرة بوليسية شيقة في لندن بأوائل القرن العشرين، حيث تقابل المحقق شرلوك هولمز ومساعده دكتور واطسون، كما تقابل المحقق هيركيول بوارو ومساعده هستنجز.
وتخوض عبير عبد الرحمن مغامرة شيقة لمعرفة سر انتحار أو مقتل لورد إنجليزي أحاطت ظروف غامضة بمقتله مستعينة بقوة ملاحظة شرلوك هولمز وخلايا هيركيول بوارو الرمادية.

## نهاية الحلم
لا تستكمل عبير عبد الرحمن المغامرة للنهاية حيث يتم ايقاظها في مستشفى في الولايات المتحدة الأمريكية بواسطة فريق أطباء لتكتشف أنها قضت أيام عديدة في غيبوبة الحلم.
ترجع عبير عبد الرحمن مصر وهي عاقدة العزم على أنها ستخوض مغامرة جديدة مع جهاز الدي جي.